# Enough (Boy Story)
Enough è il primo EP del gruppo musicale cinese Boy Story, pubblicato il 21 settembre 2018.

## Tracce
1. How Old RU – 3:31
2. Can’t Stop – 3:34
3. Jump Up – 3:55
4. Handz Up – 3:08
5. Enough – 3:23